# Procesión del Humo

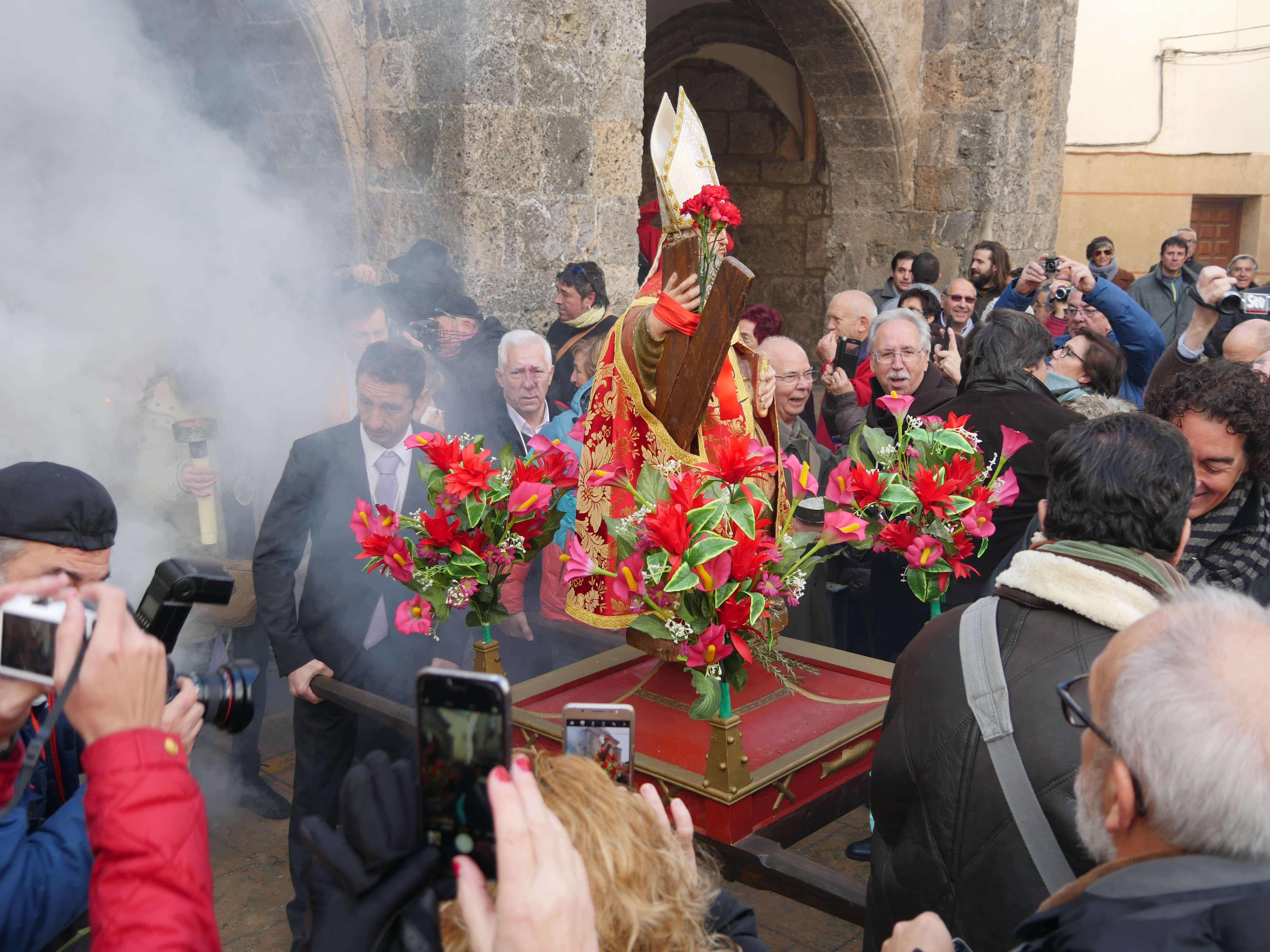
El paso de San Andrés acabando de salir de la Iglesia de San Servando y San Germán a través del humo

La procesión del humo es una celebración que se realiza el último domingo de noviembre en Arnedillo (comunidad autónoma de La Rioja, España). En 2013 la fiesta del humo fue declarada Fiesta de Interés Turístico Regional.

## Historia

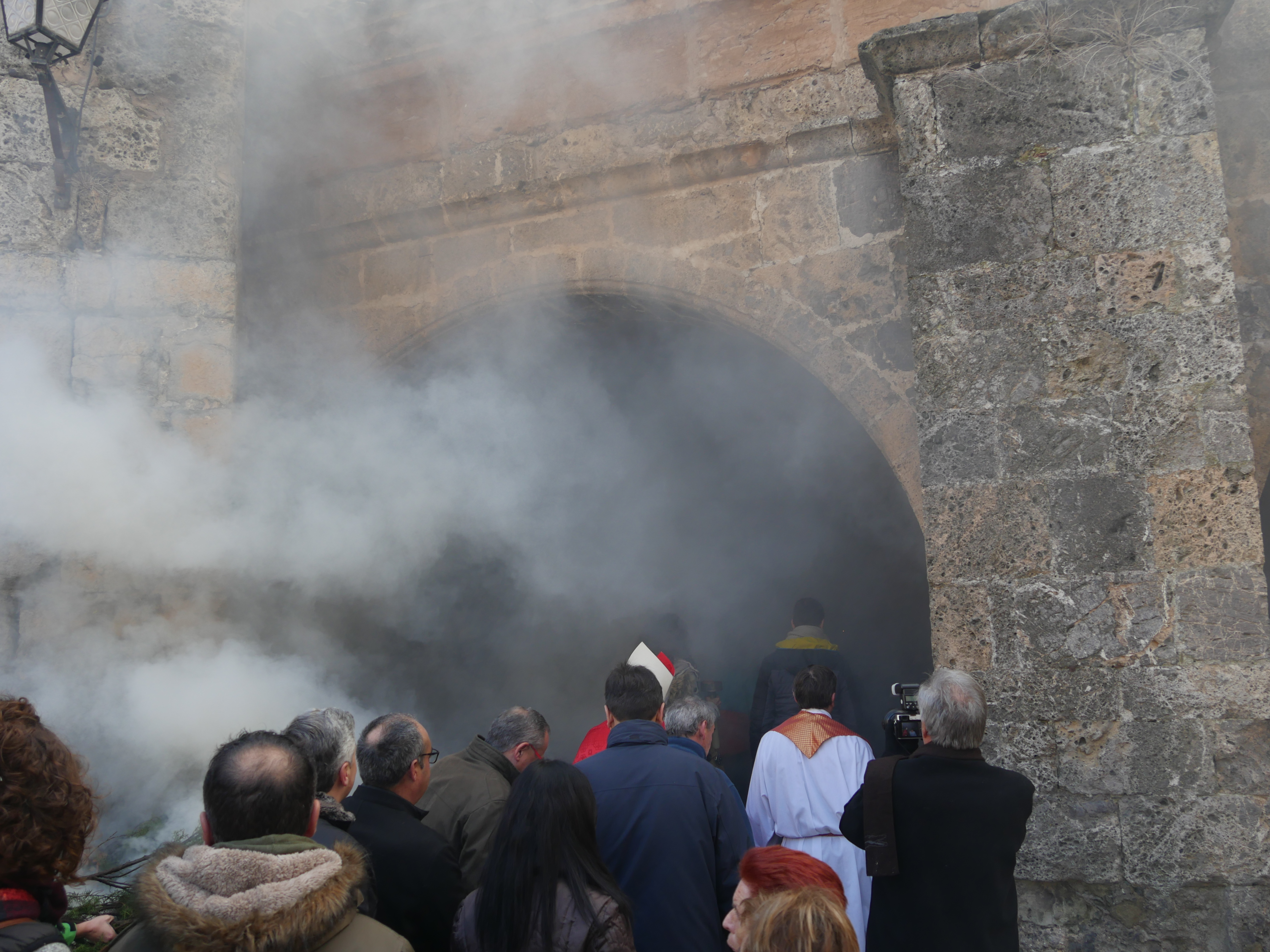
La procesión del humo Arnedillo

Esta procesión se inicia en 1888 en  la localidad riojana de Arnedillo la cual sufrió una epidemia de viruela negra provocando una elevada mortalidad, por lo que los habitantes de Arnedillo buscaron en la fe la solución.
Pusieron una vela en cada santo venerado en la localidad y la última vela en apagarse indicaría el santo que saldría en la procesión, este fue San Andrés, protector de la salud de los individuos.
Se realizaron hogueras en las calles y plazas de la localidad en las que se quemó romero por su cualidad desinfectante y sacaron a San Andrés, esto provocó una disminución de la epidemia. Desde entonces, todos los años se celebra la procesión del humo en la que se conmemora a los antepasados.